# كورتيس برايس
كورتيس برايس (بالإنجليزية: Curtis Price)‏ هو عالم موسيقى أمريكي، ولد في 7 سبتمبر 1945 في سبرينغفيلد في الولايات المتحدة.